# Пуленбург, Корнелис ван
Корнелис ван Пуленбург, Корнелис ван Пуленбюрх (нидерл. Cornelis van Poelenburch, Poelenburch, Poelenborch; 1594, Утрехт — 12 августа 1667, Утрехт) — голландский живописец и рисовальщик Золотого века искусства Голландии. Пейзажист. Романист. Был ведущим представителем первого поколения голландских живописцев-пейзажистов, работавших в Риме в начале XVII века.

## Биография
Корнелис ван Пуленбург был сыном Симона ван Пуленбурга, католического каноника из Утрехта. Учился живописи у Абрахама Блумарта, его самые ранние подписанные картины датируются 1620 годом. Вероятно, в 1617 году он отправился в Рим, где совершенствовал свои навыки, находясь под влиянием творчества Адама Эльсхаймера.
В Риме он стал одним из основателей общества «Перелётные птицы», или «Бент» (нидерл. bent — клуб, собрание, нидерл. Bent vogels — перелётные птицы, или нидерл. Bentvueghels — «птицы пера») — братства иностранных художников, прибывавших в католический Рим из северных стран (главным образом из Нидерландов и Германии) с целью изучения сокровищ классического искусства и совершенствования своего мастерства. По обычаю общества художникам давали новые «изогнутые имена». Именем Пуленбурга было «Сатир» (Satyr). Своими покровителями в Италии Корнелис считал нескольких римских кардиналов.
Он имел большой успех в Риме и получал заказы, в частности, от великого герцога Тосканы Козимо II Медичи. Во Флоренции ван Пуленбург познакомился с французским гравёром Жаком Калло. Около 1625 года Пуленбург вернулся в Утрехт, где открыл собственную мастерскую. У него было много учеников, и он пользовался авторитетом благодаря своим небольшим по размерам «кабинетным картинам». Рубенс купил несколько картин Пуленбурга во время своего визита в Утрехт в 1627 году. Из книги знаменитого нидерландского историографа Арнольда Хоубракена «Великий театр нидерландских художников и художниц» (De Groote Schouburgh der Nederlantsche Konstschilders en Schilderessen, 1718—1721) известно, что в 1631 году Пуленбург совершил поездку в Париж, a по приглашению английского короля Карла I с 1637 по 1641 год работал в Лондоне. С 1627 года художник вновь был в родном Утрехте.

## Творчество
Как и его современник Бартоломеус Бренберг из Амстердама, Пуленбург работал в Риме под воздействием идиллических пейзажей романиста Пауля Бриля и работ Адама Эльсхаймера. Однако он стал писать картины, которые отличались более натуралистическим подходом.
Для творчества Корнелиса ван Пуленбурга характерны «аркадские пейзажи» (arcadische taferelen) с разыгрывающимися на фоне римских руин буколическими и мифологическими сценками. Типичны для него малоформатные пейзажи, так называемые «кабинетные картины» (kabinet schilderijen), изображающие окрестности Рима, наполненные обнажёнными фигурами — героями античной мифологии, сатирами, нимфами, фавнами, библейским персонажами или героями произведений итальянских поэтов. Пуленбург писал также портреты. Многие работы Пуленбурга выполнены маслом по меди в педантичной «тонкой манере» (subtiele manier). Особой популярностью они пользовались в XVIII столетии, благодаря чему их можно увидеть во многих картинных галереях Европы. Иногда художник писал картины совместно с Яном Ботом — например, «Суд Париса» (Пуленбург писал фигуры, а Бот — пейзажный фон). Утрехтскому коллекционеру барону ван Виттенхорсту принадлежало пятьдесят пять его картин, а в коллекции штатгальтера Фредерика Хендрика ни один другой художник не был представлен так хорошо, как Пуленбург.
Его успешными учениками были Даниэль Вертанген, Дирк ван дер Лиссе, Франсуа Вервилт и Ян ван Хенсберген. Арнольд Хоубракен утверждал, что его лучшим учеником была Ян ван дер Лис из Бреды (а не Дирк ван дер Лиссе из Гааги). Затем Хоубракен упомянул Вертангена, Вервилта, Варнарда ван Ризена из Боммеля и Виллема ван Стинри. По данным RKD также упоминается Лоренс Барата.
В санкт-петербургском Эрмитаже имеется десять картин Корнелиса ван Пуленбурга.

## Галерея

Итальянский пейзаж. Бумага, тушь, сепия, перо, кисть. Частное собрание
Долина вблизи Тиволи. Бумага, сепия, перо, кисть. Частное собрание
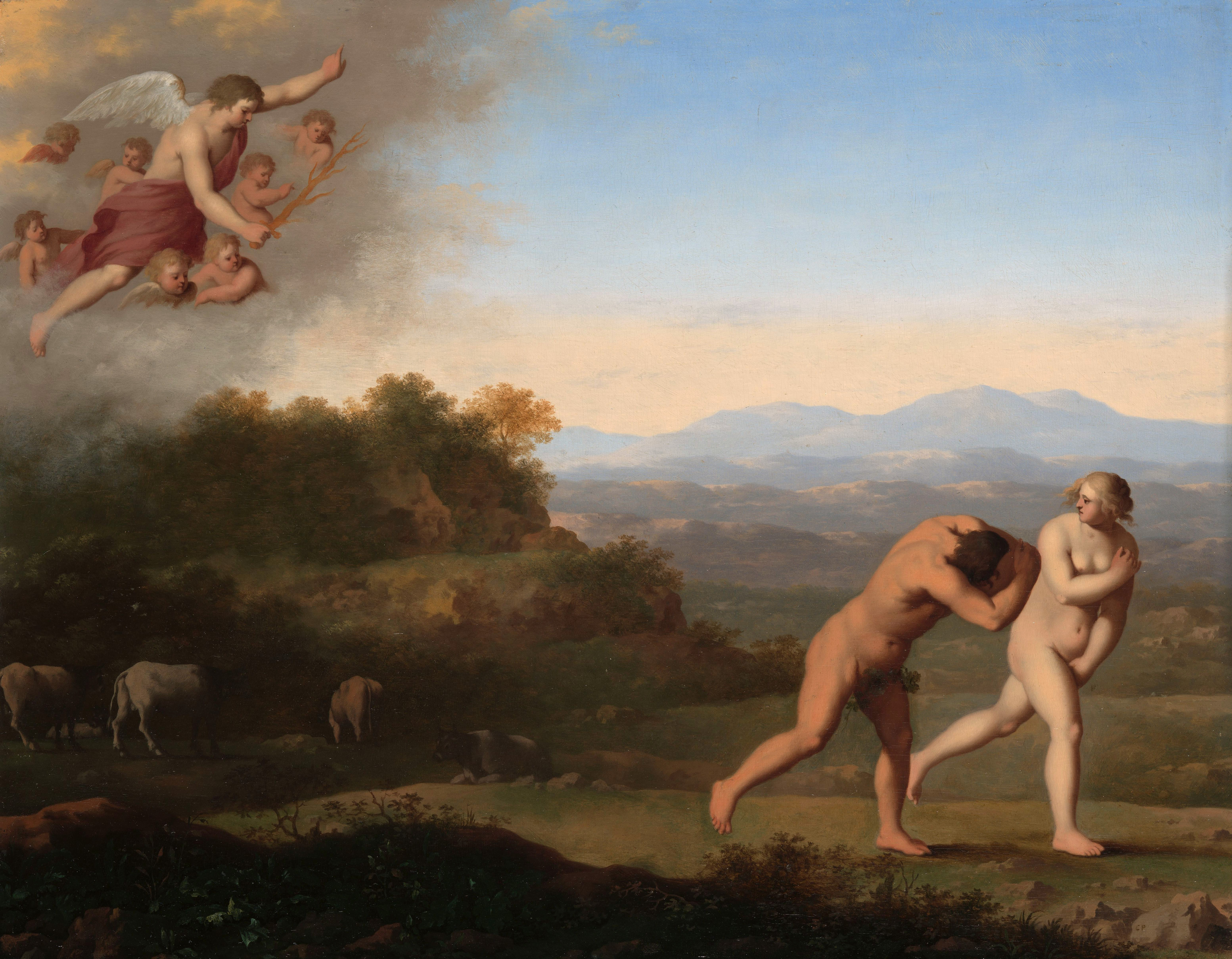
Изгнание из рая. 1650-е. Дерево, масло. Рейксмюсеум, Амстердам
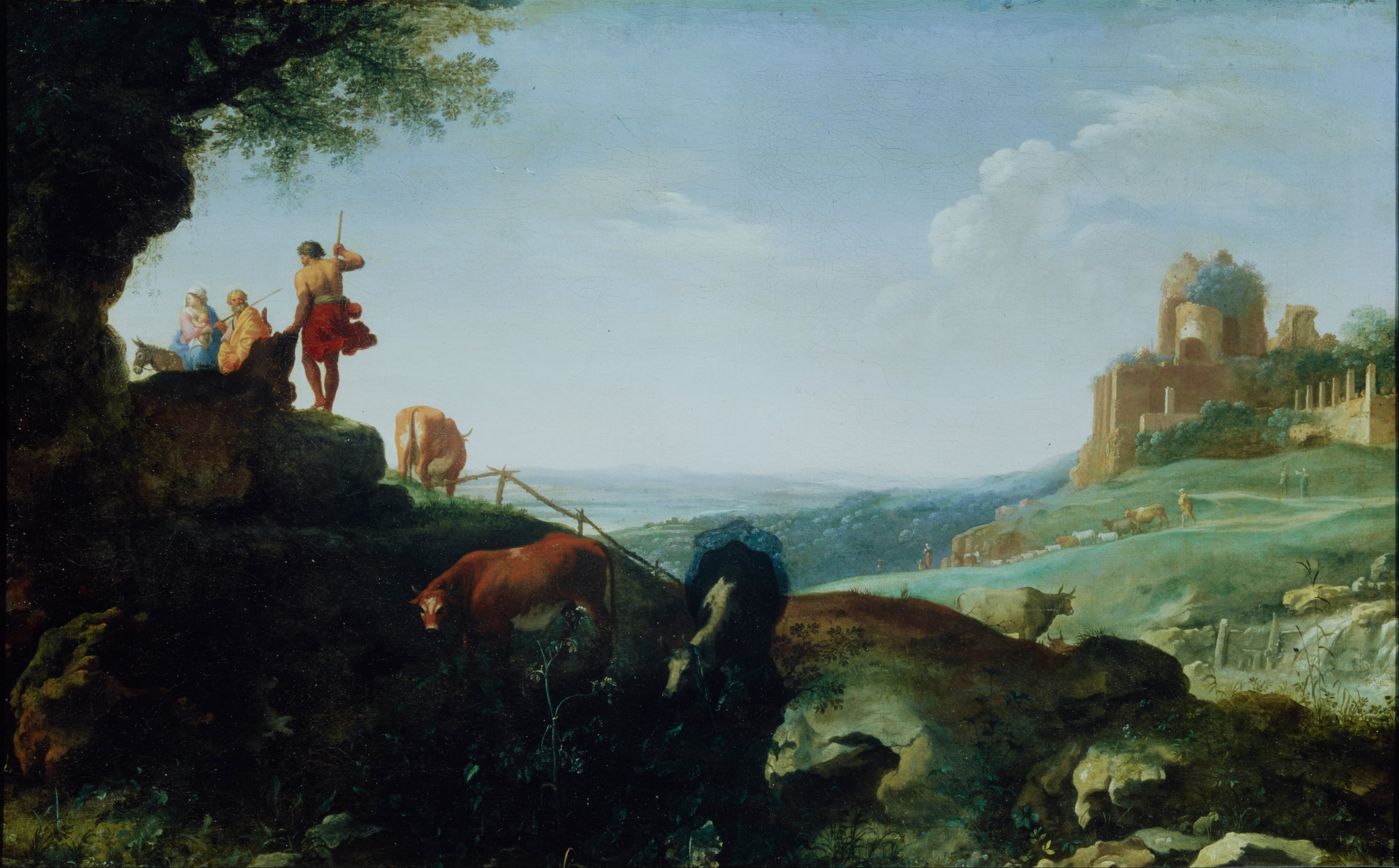
Пейзаж с бегством в Египет. 1625. Холст, масло. Центральный музей, Утрехт
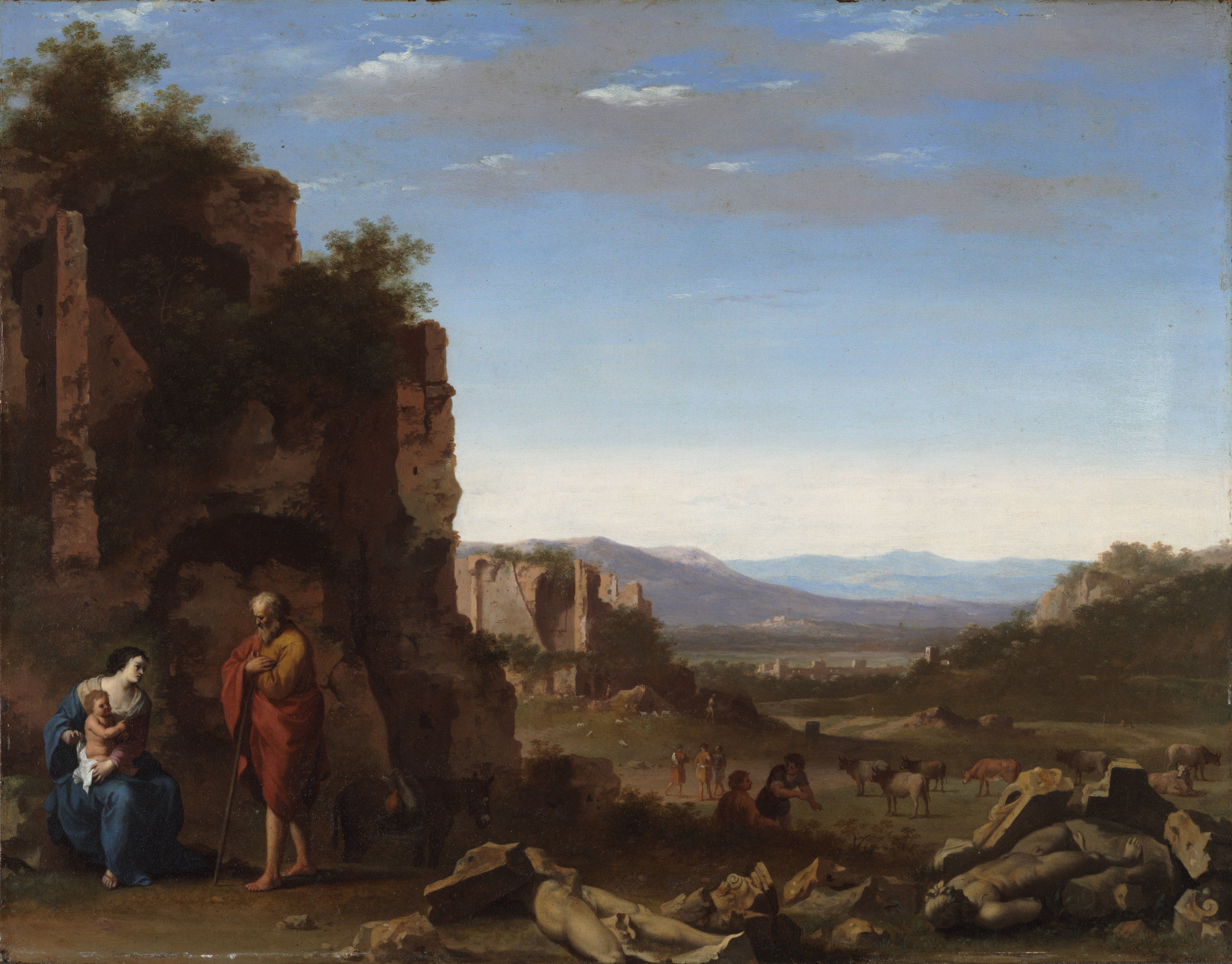
Отдых на пути в Египет. Между 1630 и 1640. Медь, масло. Художественный музей Фогга, Кембридж, США
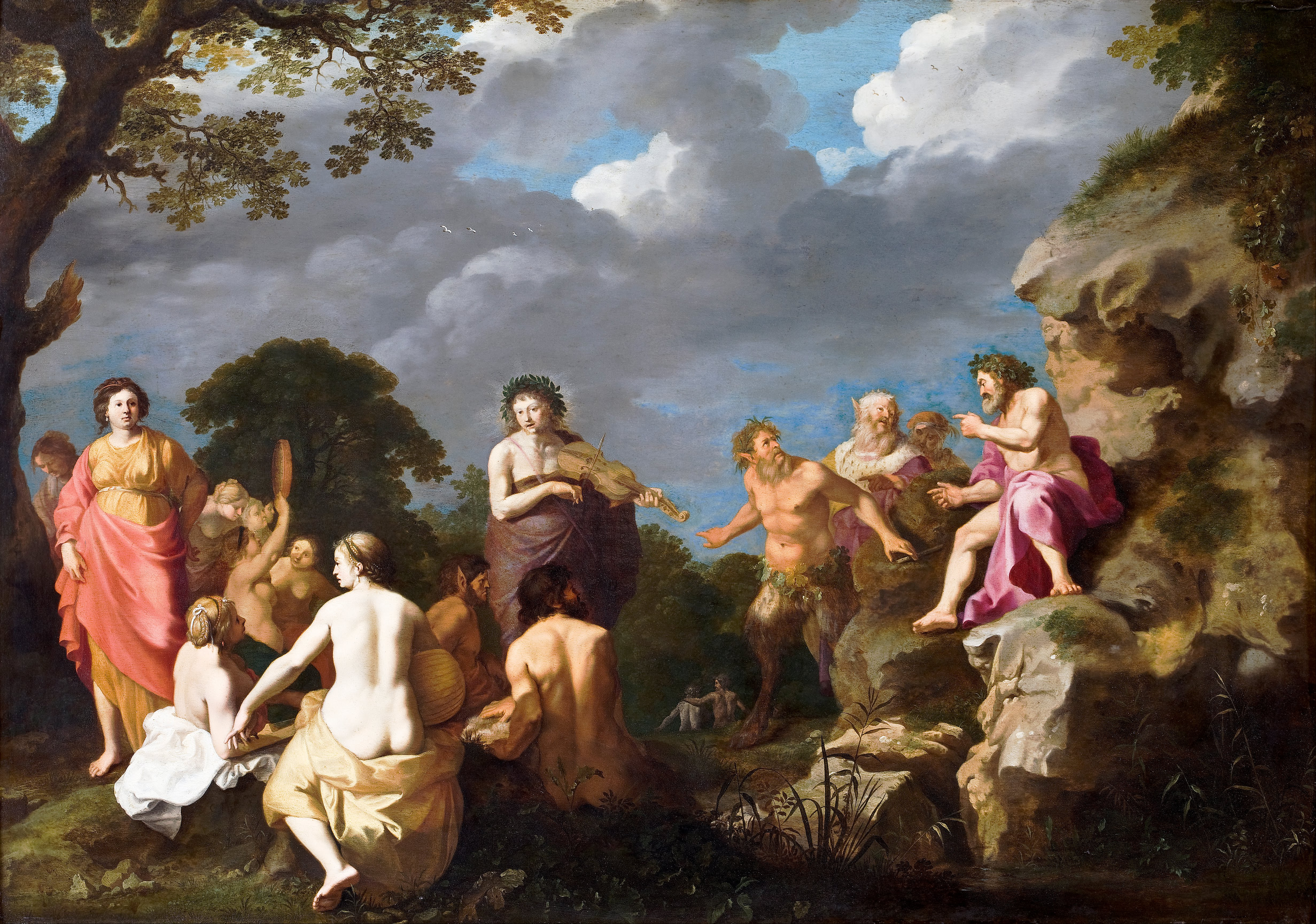
Музыкальное состязание Аполлона с Марсием. 1630. Дерево, масло. Халльвюльский музей, Стокгольм
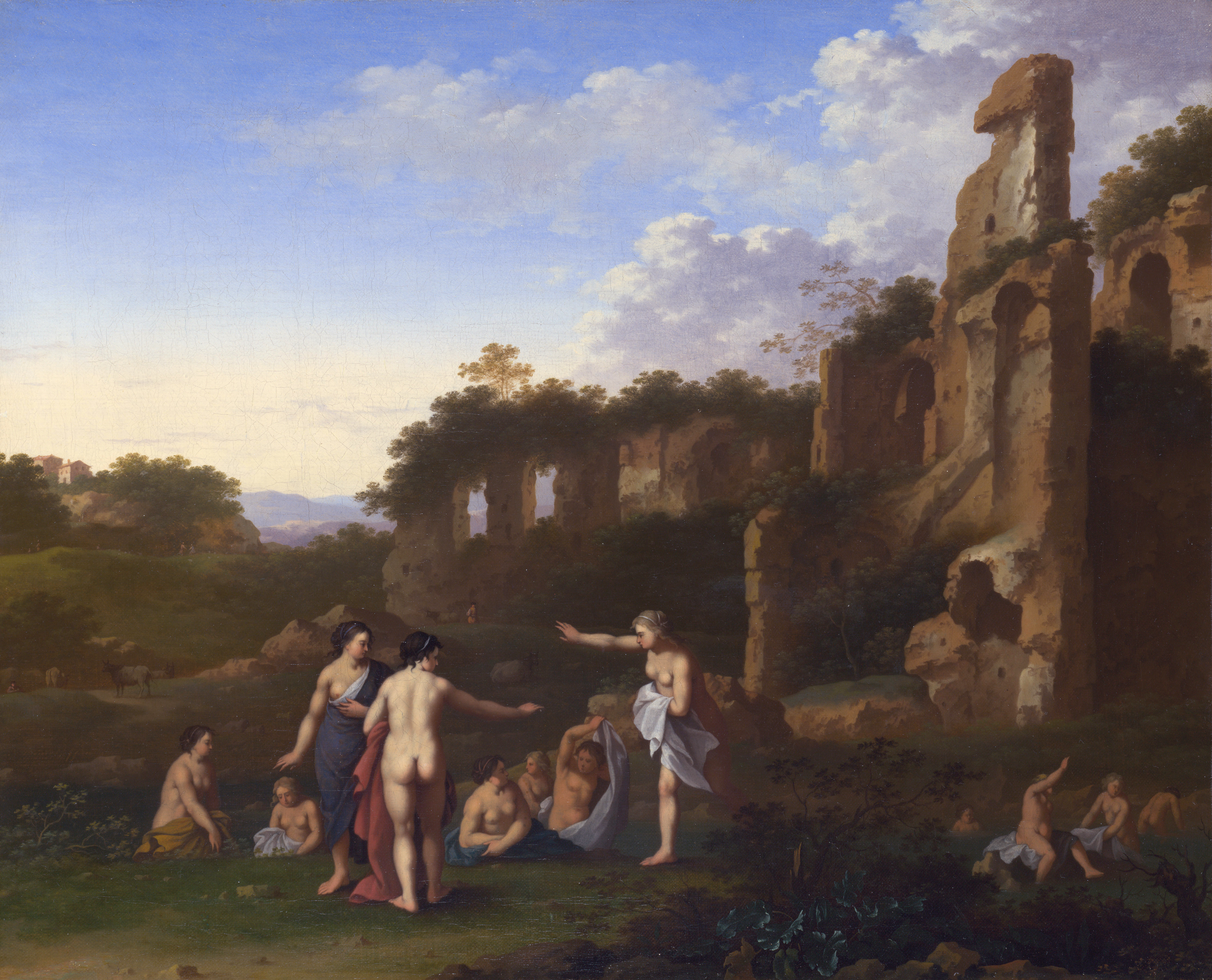
Пейзаж с купальщицами. 1630. Холст, масло. Национальная галерея, Лондон
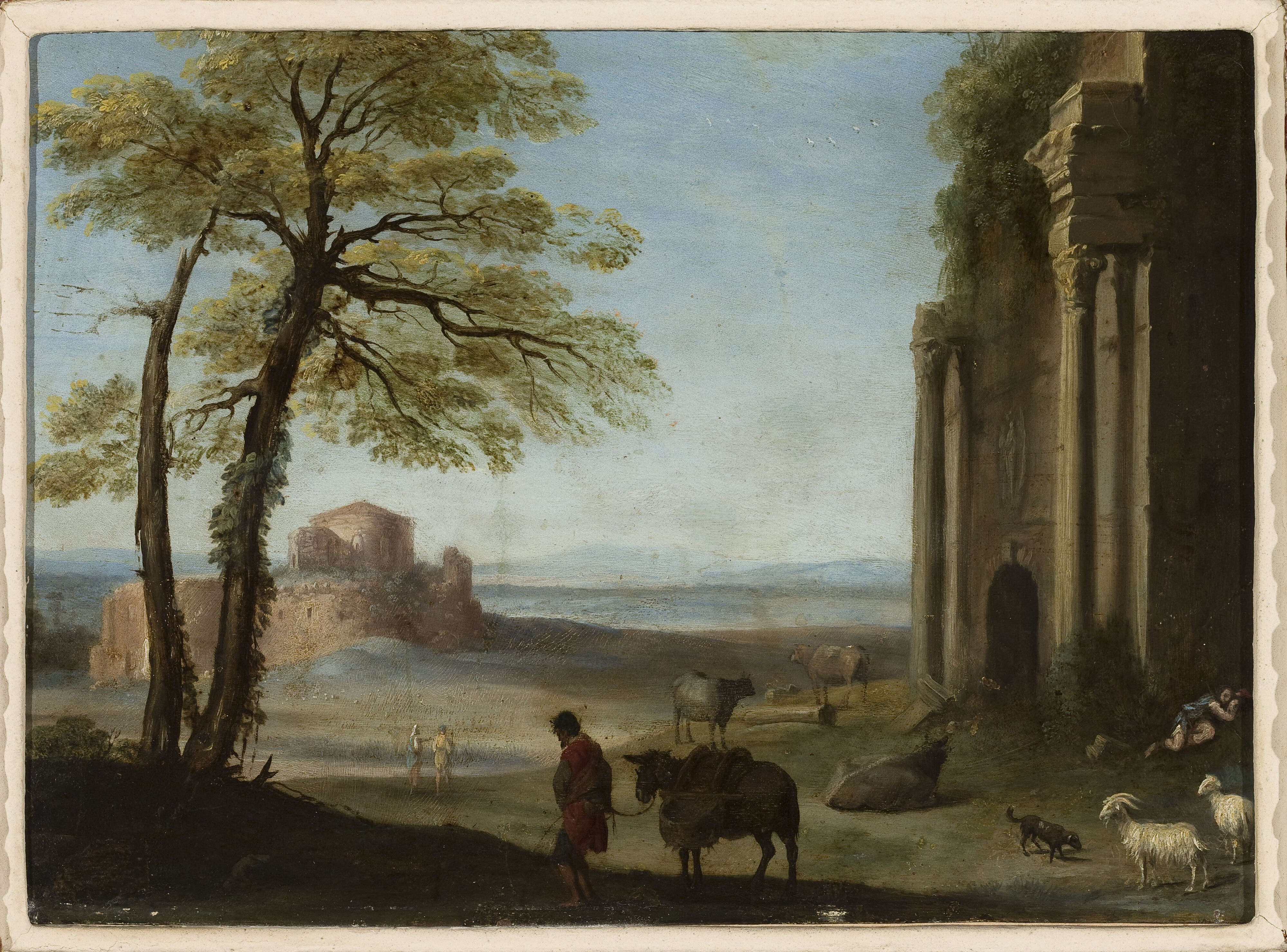
Пасторальный пейзаж. Национальный музей, Варшава
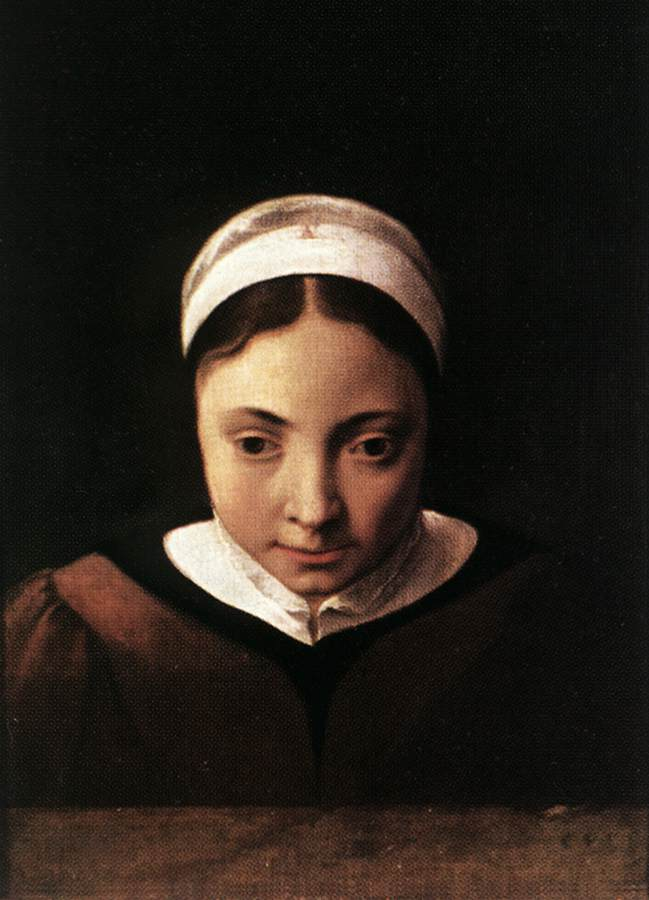
Портрет девушки. 1640-е. Дерево, масло. Старая пинакотека, Мюнхен
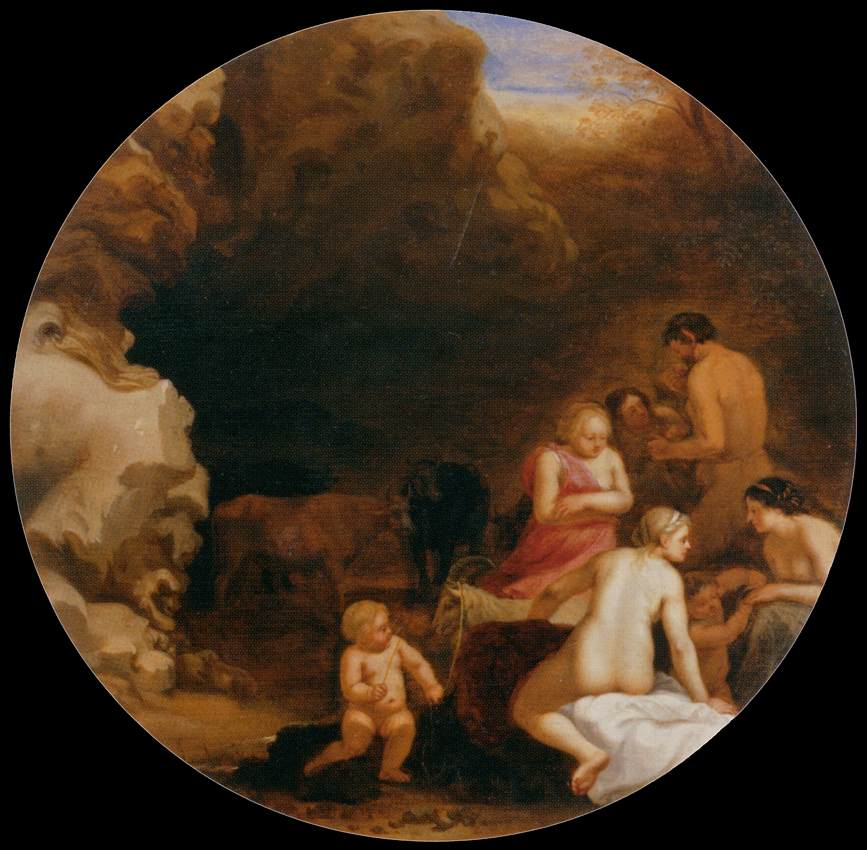
Нимфы и сатиры у входа в грот. Между 1624 и 1630. Дерево, масло. Лувр, Париж
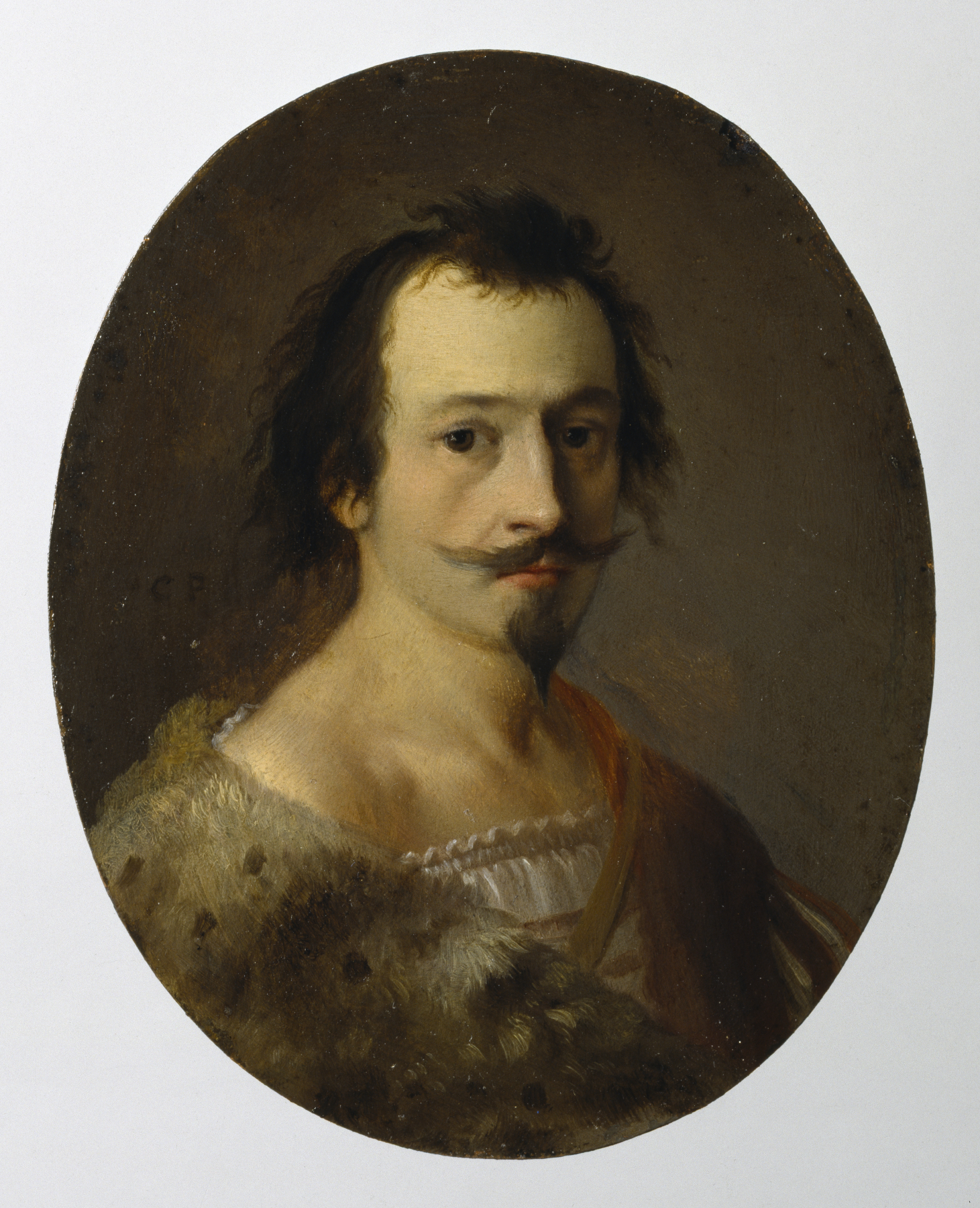
Портрет Яна Пелликорна. Ок. 1626. Медь, масло. Художественный музей Уолтерса, Балтимор, США
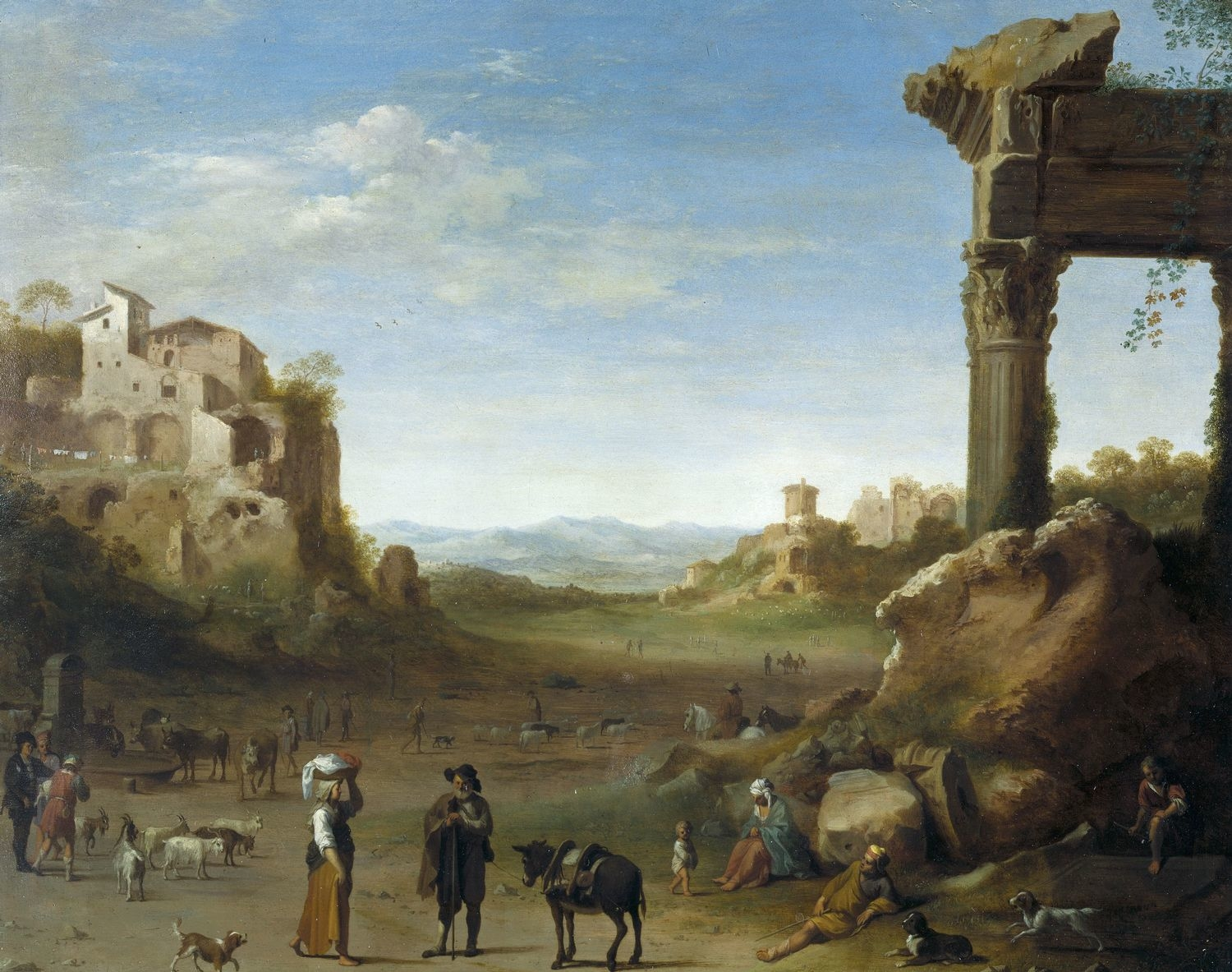
Пастухи со своими стадами на фоне римских руин. Между 1620 и 1625. Дерево, масло. Королевская коллекция, Великобритания
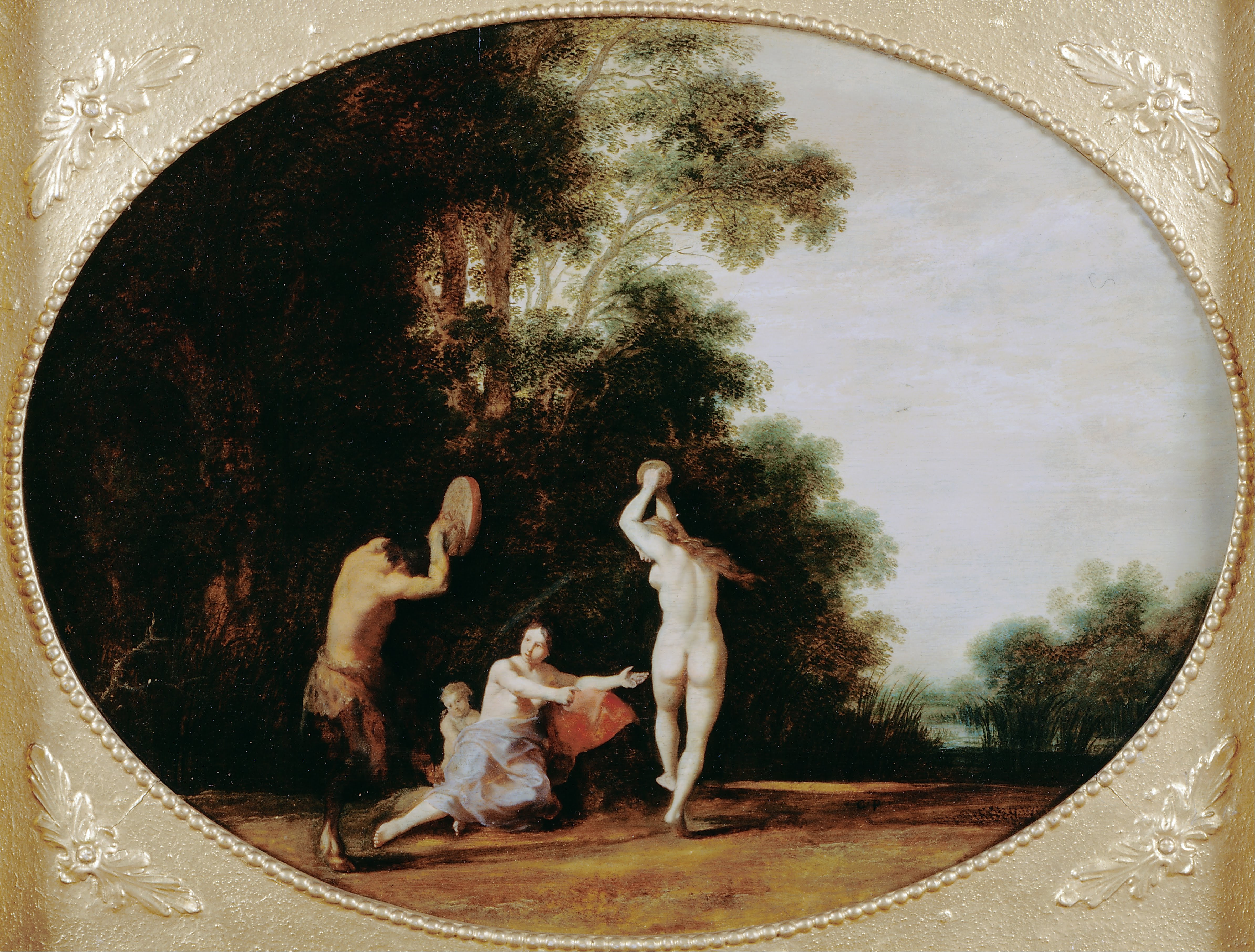
Нимфы и сатир. До 1667. Дерево, масло. Даличская картинная галерея, Лондон